# Ștefan Radoslav
Ștefan Radoslav (în sârbă Стефан Радослав; n. 1192 – d. 1234, Mănăstirea Studenica⁠(d), Raški upravni okrug, Serbia), cunoscut și sub numele de Stefanos Dukas (în greacă Στέφανος Δούκας) a fost regele Serbiei din 1228 până în 1233. 
A fost fiul cel mare al reginei Eudokia Angelina și al regelui Ștefan cel întâi încoronat (Ștefan I Prvovenčani; care a domnit în Serbia între 1196 și 1228) și fratele lui Ștefan Vladislav (regele Serbiei din 1234 până în 1243) și al lui Ștefan Uroș I al Serbiei (regele Serbiei din 1243 până în 1276). A fost căsătorit cu Ana Comnena Doukaina, fiica lui Teodor Comnen Dukas, conducător al despotatului Epirului între 1215 și 1230 și al Salonicului între 1224 și 1230.
Ștefan Radoslav, fiul cel mai mare al lui Ștefan I Prvovenčani, a fost îndepărtat de nobilimea sârbă datorită creșterii influenței Epirului prin alianța sa de căsătorie cu fiica lui Teodor Comnen Dukas, Ana Comnena Doukaina; astfel că Ștefan Vladislav a fost numit succesorul său.

## Familie
Stefan a fost fiul regelui Stefan Nemanjić (domnie 1196–1228) cu prima sa soție Eudokia Angelina.  Bunicii săi din partea mamei au fost împăratul bizantin Alexie al III-lea Angelos (domnie 1195-1203) și Euphrosyne Doukaina Kamatera. El ar fi avut două surori al căror nume este necunoscut, prima dintre ele s-a căsătorit mai întâi cu prințul albanez Dhimitër Progoni și a doua oară cu prințul greco-albanez Gregorios Kamonas, în timp ce a doua soră a sa s-a căsătorit cu sebastokratorul Alexander Asan, pe care Georgios Akropolites îl identifică ca fiu al țarului Ioan Asan I din Bulgaria (domnie 1189–96). Nu este sigur dacă mama sa a fost Maria sau Elena, respectiv prima și a doua soție a lui Ioan Asan I. Alexandru a fost tatăl lui Kaliman Asan al II-lea al Bulgariei (domnie 1256).
Potrivit istoricului John Van Antwerp Fine, Jr., Eudokia a fost repudiată pe motiv de adulter în c. 1200-1201. Fine rezumă un pasaj al lui Niketas Choniates pentru a afirma că „Ea a plecat pe jos doar cu hainele pe spate”. Eudokia a căutat refugiu la cumnatul ei, Vukan Nemanjić, Prințul Zetei. Vukan i-a oferit ospitalitate o vreme și apoi a aranjat transportul ei la Durrës, unde s-a urcat pe o navă bizantină care se îndrepta spre Constantinopol și s-a întors în siguranță la tatăl ei. Acest lucru indică că Stefan Radoslav s-a născut fie în anii 1190, fie la începutul anilor 1200.
Fine consideră că tratamentul aplicat Eudokiăi este un indiciu al declinului prestigiului Imperiului Bizantin în aceea perioadă. Ștefan, în mod evident, nu s-a temut de o confruntare militară cu fostul său socru, care ar fi putut avea loc ca represalii pentru acțiunile sale. Aparent, alianța cu Imperiul nu a mai fost dorită de conducătorii sârbi. Ștefan Nemanjić a avut dispute continue la graniță atât cu Vukan Nemanjić, cât și cu Imre al Ungariei, deși încă nu a început războiul. Bizantinii nu reușiseră să-i ofere niciun sprijin militar și, aparent, Stefan era disperat să primească orice fel ajutor din acea direcție. În același timp, seniorul Ștefan negociază ca supușii săi să aparțină de Biserica Romano-Catolică în schimbul încoronării sale ca rege de către Papa Inocențiu III. El a avut motive să se distanțeze de bizantini și de Biserica Ortodoxă de Est, asociată cu aceștia.
Tatăl său s-a recăsătorit ulterior cu Anna Dandolo. Aceasta a fost fiica lui Ranier Dandolo și nepoata lui Enrico Dandolo, Doge al Veneției. Ștefan Radoslav a avut trei frați vitregi din această căsătorie. Acceștia au fost arhiepiscopul sârb Sfântul Sava al II-lea, Ștefan Vladislav și Ștefan Uroš I. Mama sa s-a mai căsătorit ulterior de două ori, a doua oară cu Alexie al V-lea Ducas Murtzuphlos și a treia oară cu Leo Sgouros, conducătorul orașului Nauplion. Cu toate acestea, nu au rezultat copii cunoscuți din aceste căsătorii. Astfel, Ștefan Radoslav nu a avut frați vitregi din partea mamei sale.

## Conducătorul Zahumliei

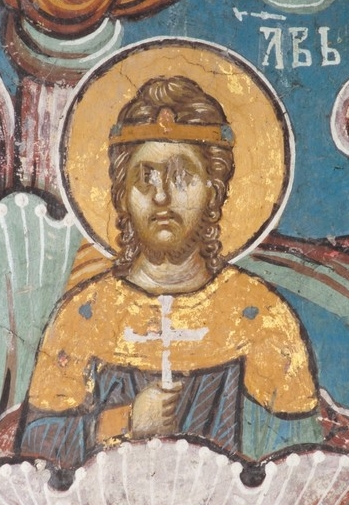
Radoslav, Mănăstirea Dečani

Conform cărții „Il Regno de gli Slavi” (Regatul slavilor, 1601) de Mavro Orbini, Ștefan Radoslav a fost conducător al Zachlumiei în timpul domniei tatălui său, Ștefan I Prvovenčani. Cu toate acestea, sursele folosite de Orbini pentru istoria principatului Zachlumia nu pot fi identificate după nume. Sunt considerate pierdute și Orbini rămâne cea mai veche sursă existentă pentru mai multe dintre evenimentele menționate. Potrivit acestuia, Miroslav cel Mare a fost succedat de fiul său Andrei (Andrija), în vârstă de doar zece ani. Din text lipsește Toljen, un alt fiu al lui Miroslav care a fost menționat ca moștenitor aparent în alte surse. Cum Andrei a fost minor, nobilimea locală l-a deposedat de titlul de conducător. Apoi au oferit coroana lui Petru (Petar), a cărei relație cu predecesorii săi nu este menționată de Orbin. Fine a remarcat că cercetătorii de mai târziu tind să presupună că Petru era un alt fiu al lui Miroslav și fratele vitreg al lui Andrei. Ceva mai târziu, cauza exilatului Andrei a fost preluată de Ștefan Nemanjić, care a invadat Zahumlia. Petru a fost nevoit să se retragă în zonele de vest și de nord ale râului Neretva. Restul Zahumliei a căzut sub controlul lui Nemanjić. Fine afirmă că zonele presupuse a fi în stăpânirea lui Peter nu au putut fi contestate. Ele sunt cunoscute din alte surse că au fost revendicate de Andrei, ducele Croației și al  Dalmației în 1198. Orbini a susținut că Nemanjić a împărțit Zachlumia între vărul său Andrei, fiul lui Miroslav și propriul său fiu, Radolslav. Lui Andrei i s-a oferit controlul asupra orașului Popovo și a litoralului principatului Hum. Zona continentală a fost acordată lui Radoslav. Orbini susține că atunci când Radoslav a murit, Nemanjić i-a dat pământurile lui Andrei. Fine afirmă că Radoslav nu ar fi putut să fie predecesorul tatălui său. Se cunoaște din alte surse că el a fost predecesorul tatălui său. Nemanjić l-ar fi putut elimina pur și simplu din poziția sa de autoritate din motive necunoscute în prezent. Orbini își continuă relatarea sa, dar Radoslav nu mai este menționat. 
Fine a afirmat că fiabilitatea relatărilor lui Orbini este uneori dificil de determinat din cauza lipsei de surse suplimentare. Există unele inadvertențe evidente uneori, dar elementele de bază ale relatării ar putea fi adevărate. O criză succesorală în Zahumlia cu mai mulți moștenitori rivali ar fi destul de plauzibilă. Nemanjić ar fi avut astfel motiv să se implice. Rivalitatea sa continuă cu fratele său la sfârșitul anilor 1190 i-ar fi impus să-și asigure controlul asupra Zahumliei, pentru a-l împiedica pe Vukan să revendice controlul asupra Zahumliei. Cu toate acestea, activitățile sale din zonă nu sunt cunoscute din alte surse. Motivația lui de a-l sprijini pe Andrei împotriva lui Petru este, de asemenea, neclară. Oricare dintre cei doi ar fi putut servi drept conducători ai acestui stat marionetă. Instalarea lui Radoslav la conducerea estului Zahumliei ar fi fost o modalitate de a asigura un control mai strict al regiunii.
Orbini nu oferă date pentru evenimentele relatării sale. Fine face estimarea acestora, pe baza surselor care înregistrează alte evenimente din regiunea mai largă. El estimează moartea lui Miroslav în 1198. El explică de ce Andrei, ducele de Croația și Dalmația, a ales în acel an să atace. El a dobândit controlul asupra unor zone din Zahumlia, la nord-vestul Neretvei. Până în 1203, acest Andrei a fost implicat în conflict cu propriul său frate, Emeric al Ungariei. Conflictul continuu i-ar fi permis lui Petru să ceară pentru el zonele din nord-vestul Neretvei. Ar fi putut să aibă un avantaj față de trupele lui Andrei care se retrăgeau deja, fie să-și folosească forțele proprii pentru a le alunga. Oricum, probabil, Andrei nu-și putea permite menținerea a două fronturi de război în același timp. Asigurând zona ca sursa sa de putere militară, Peter ar fi putut apoi să-și alunge fratele din estul Zahumliei. Perioada de timp de când Andrei de Zahumlia a plecat în exil și decizia lui Nemanjić de a interveni este neclară în relatarea de Orbin. Fine sugerează că ar fi putut trece mai bine de un deceniu. El sugerează că ar putea ajunge până în 1216, cu doar un an înainte ca Nemanjić să fie declarat rege de Papa Honoriu al III-lea. Nemanjić ar fi putut apoi să își folosească forțele pentru a asigura estul Zahumliei pentru Andrei, cel pe care îl prefera la conducere. El ar fi încercat apoi să asigure un control și mai strâns, prin numirea lui Radoslav în zonele de graniță cu Raška. Zona ar fi putut rămâne sub controlul său mai mult decât a indicat Orbini. Fine afirmă că Andrei pare să fi „dispărut de la locul faptei” până în 1218, când este scris că Petru a preluat zonele de coastă. Se pare că nu există niciun indiciu ca Petru și-ar fi extins controlul în zonele care se presupune că ar fi fost conduse de Radoslav.

## Domnia și retragerea
În alte părți, Fine îl menționează pe Radoslav ca guvernator al Principatului Zeta într-o perioadă a domniei tatălui său. Într-un hrisov datat în mod divers la 1222 sau 1228, Radoslav apare ca cofondator al mănăstirii Žiča împreună cu tatăl său.
Regele Stefan cel întâi încoronat (Ștefan I Prvovenčani), care s-a îmbolnăvit, a depus jurăminte monahale și a murit în 1227. Radoslav, care era fiul cel mai mare, l-a urmat ca rege, încoronat la Žiča de către arhiepiscopul Sava, unchiul său. Fiii mai tineri, Vladislav și Uroš I, au primit moșii (apanaje). Cel mai tânăr dintre frați, Sava al II-lea, a fost numit episcop de Hum la scurt timp după aceea, iar mai târziu, a ajuns arhiepiscop al Serbiei (1263-1270). Biserica și statul erau astfel dominate de aceeași familie și legăturile dintre cele două, precum și rolul familiei în cadrul Bisericii au continuat.
Conform biografului și călugărului Teodosie, Radoslav a fost la început un bun conducător, dar apoi a căzut sub influența soției sale, care era fiica domnitorului Epirului și Tesalonicului, Teodor Komnen Dukas (domnie. 1215-1230). Radoslav nu a fost foarte probabil foarte iubit de nobilimea sârbă din cauza acestei influențe grecești. Radoslav a folosit numele său grecesc, Stefanos Dukas, pe moneda sa, în mai multe documente grecești și chiar o dată în semnătura sa.
Radoslav a scăpat probabil de o revoltă internă, atât timp cât socrul său, Teodor, a rămas puternic. În 1230, însă, Teodor a fost învins și capturat de împăratul bulgar Ioan Asan al II-lea în bătălia de la Klokotnița, după care poziția lui Radoslav pare să fi slăbit; o parte din nobilimea sa s-a revoltat în toamna anului 1233. Călugărul Teodosie a spus că nobilimea nu l-a mai sprijinit pe Radoslav și a stat în spatele tânărului Vladislav. Radoslav a fugit din țară între 1 septembrie 1233 și 4 februarie 1234 și nu a putut să recâștige regatul, dar în cele din urmă a revenit ca un călugăr. Radoslav a fugit la Dubrovnik (1233) împreună cu soția sa, și există indicii că Radoslav a organizat unele acțiuni împotriva lui Vladislav și că el a crezut că va reuși să se întoarcă pe tron - acest lucru este evident dintr-un document din 4 februarie 1234, care conține o promisiune de a ii se acorda privilegii comerciale Republicii Ragusan odată ce s-ar fi întors în Serbia ca rege. Din această cauză, Vladislav a început să amenințe Republica Ragusa, care apoi a trebuit să apeleze la Banul bosniac Ninoslav pentru ajutor și, întrucât acțiunea împotriva lui Vladislav nu a reușit, Radoslav a găsit refugiu la domnitorul Epirului Mihail al II-lea Komnenos Dukas din Dyrrhachium.
Potrivit lui Teodosie, soția lui Radoslav, Anna îl părăsise pentru un comandant al cetății, un franc.  Cu toate acestea, această afirmație s-a dovedit a fi falsă, întrucât în vremea lui Radoslav nu a existat niciun comandant franc în Dyrrachium. După ceva timp, Radoslav și soția sa s-au întors împreună în Serbia și au făcut jurăminte monahale. Se crede că Radoslav și Anna au avut un fiu în timpul exilului lor, veliki kaznac Jovan Dragoslav (domnie ca mare kaznac în 1290-1315). Părinții săi nu au fost complet confirmați de către cercetători. 
Vladislav a fost încoronat rege după fuga lui Radoslav. Vladislav s-a căsătorit cu fiica lui Ioan Asan al II-lea, mulțumită lui Sava. Sava a abdicat apoi în favoarea ucenicului său Arsenie la sfârșitul anului 1233. Sava a murit în timp ce se îndrepta spre casă dintr-o călătorie în Țara Sfântă, în timp ce vizita Curtea Bulgară în 1235 și a fost înmormântat la Sfânta Biserica Patruzeci de Martiri din Tarnovo. Trupul lui Sava a fost adus în Serbia după o serie de cereri și apoi a fost înmormântat în mănăstirea Mileševa, construită de Vladislav în 1234. Sava a fost canonizat și moaștele sale se pare că au fost miraculoase; cultul său a rămas important în toată perioada Evului Mediu și a ocupației otomane.
Potrivit lui Fine, atât Radoslav cât și Anna s-au retras la viața monahală în urma jurămintelor lor. Numele său monahal a fost Jovan. Nu se cunosc timpul și circumstanțele morții sale.  Relațiile dintre Vladislav și Radoslav după ce s-a întors și a devenit călugăr nu sunt pe deplin cunoscute, dar nu l-a mai deranjat pe fratele său. Există o ipoteză conform căreia Radoslav a primit chiar și o parte din pământul sârb pentru a administra. În orice caz, Radoslav și-a continuat restul vieții în pace.
Seria de cărți Europäische Stammtafeln: Stammtafeln zur Geschichte der Europäischen Staaten (1978) a lui Detlev Schwennicke, afirmă că Radoslav s-a logodit cu Teodora Komnene în c. 1217. Ea era fiica lui Mihai I Komnenos Dukas, conducător al Epirulului. Cele două soțiil ale sale au aparținut  familiei Melissenos. Fine crede că Radoslav s-a căsătorit cu prima verișoară a ei, Anna Doukaina Angelina, în 1219/1220. A fost fiica lui Theodore Komnenos Doukas și a Mariei Petraliphaina. Europäische Stammtafeln arată că din această căsătorie a rezultat un singur copil. Numele nu este listat și Charles Cawley, un genealogist modern, nu a reușit să găsească surse primare despre existența copilului.